# The Elder Scrolls Online: Elsweyr
The Elder Scrolls Online: Elsweyr — дополнение для компьютерной игры The Elder Scrolls: Online, разработанное ZeniMax Online Studios и выпущенное Bethesda Softworks в 2019 году для Windows, macOS, PlayStation 4 и Xbox One.

## Изменения в игровом процессе
Дополнение добавляет в игру новую область — Северный Эльсвейр, родину расы каджитов. Как и прошлое большое дополнение, в котором появилась территория острова Саммерсет, Elseweyr стал первым за 25 лет продуктом в серии с момента выпуска первой игры, The Elder Scrolls: Arena, где была непосредственно показана одноимённая провинция.
Одним из нововведений дополнения стал новый класс — некромант. Поскольку некромантия во вселенной The Elder Scrolls находится вне закона, применение некоторых способностей данного класса на публике считается преступлением и может привести к назначению штрафа и преследованию со стороны городских стражей.

## Сюжет
Elsweyr является частью «Сезона дракона», который включает в себя 4 дополнения, вышедшие в 2019 году. Дополнение продолжает сюжет дополнения Wrathstone, где главному герою нужно найти две части Камня Ярости. В прологе Elsweyr протагонист и имперский канцлер Абнур Тарн проникают в Залы Колоссов, где с помощью восстановленного Камня Ярости случайно выпускают на волю драконов, которых в своё время там обманом пленили каджиты. В это же время родственница Тарна, королева Евраксия, которая за шесть лет до события дополнения захватила власть в Эльсвейре, заключает союз с некромантами и драконами, чтобы подавить вспыхнувшее в стране восстание.

## Разработка и выпуск
Дополнение было анонсировано 15 января 2019 года в ходе трансляции разработчиков. Elsweyr официально было выпущено 4 июня 2019 года для персональных компьютеров под управлением Windows и macOS и игровых приставок PlayStation 4 и Xbox One. Игроки, предзаказавшие версию для Windows и macOS, получили доступ к дополнению на две недели раньше — 20 мая.

## Восприятие
| Сводный рейтинг    | Сводный рейтинг          |
| Агрегатор          | Оценка                   |
| ------------------ | ------------------------ |
| Metacritic         | (PC) 80/100 (PS4) 74/100 |
| Иноязычные издания |                          |
| Издание            | Оценка                   |
| IGN                | 8/10                     |

Дополнение получило в целом положительные отзывы от критиков. Средний балл ПК-версии на сайте-агрегаторе Metacritic составил 80 баллов из 100 возможных, а версия для PlayStation 4 получила 74 балла.
The Elder Scrolls Online: Elsweyr было номинировано на премию Golden Joystick Awards 2019 в категории «Лучшее дополнение», однако победителем стало The Diamond Casino & Resort — дополнение для Grand Theft Auto Online.